# Leszek Lichota

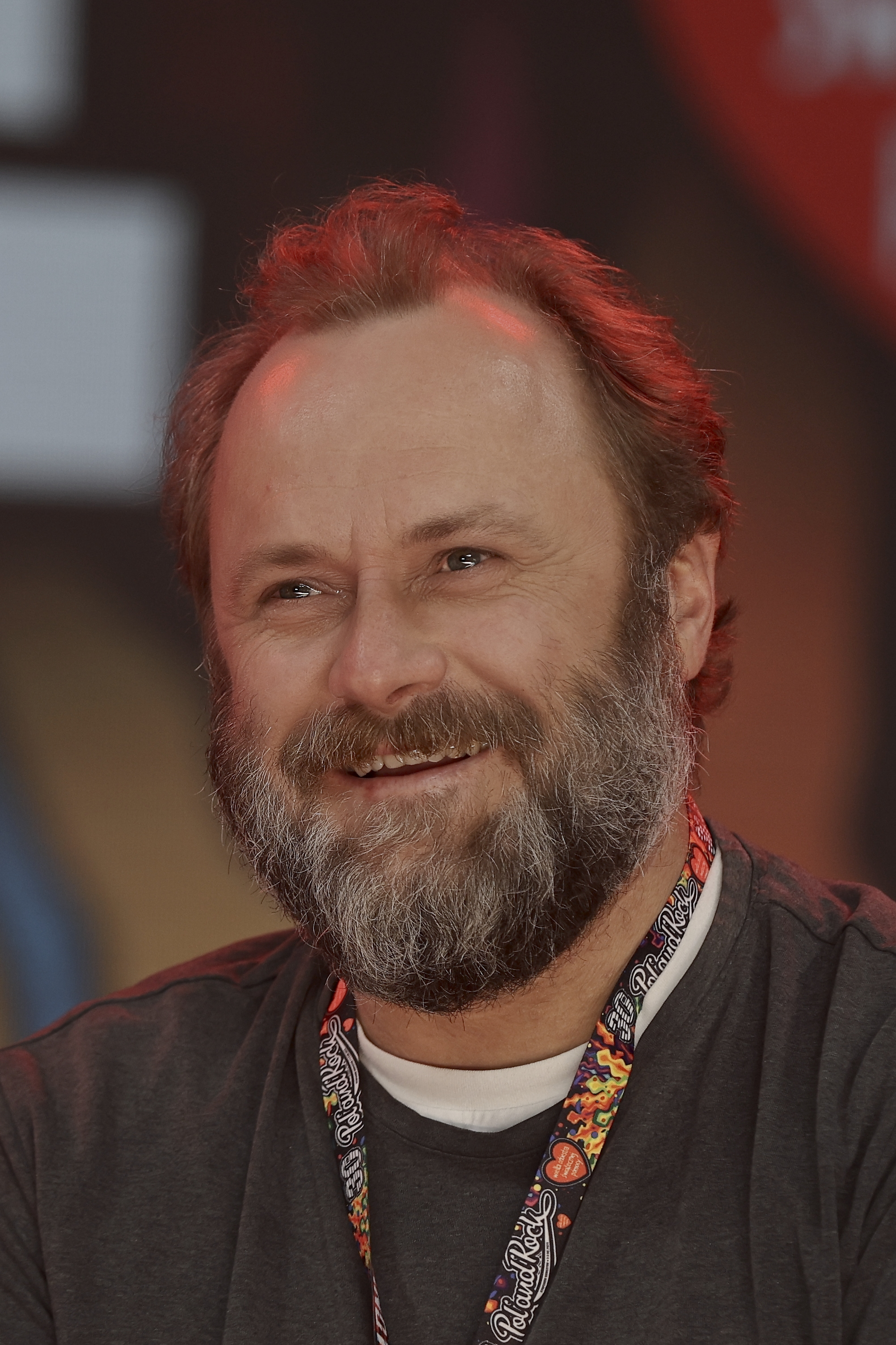
Lichota na Pol’and’Rock Festivalu 2024

Leszek Lichota (ur. 17 sierpnia 1977 w Wałbrzychu) – polski aktor filmowy i teatralny.

## Życiorys
W 2002 ukończył studia w Akademii Teatralnej w Warszawie i związał się zawodowo z Teatrem Polskim w Poznaniu (do 2006).
Jako aktor zadebiutował w roli Nany Sirbanghy w Hamlecie Wtórym Romana Jaworskiego w reżyserii Macieja Prusa. Popularność przyniosły mu role serialowe: Grzegorza Zięby w Na Wspólnej, Marka Dębskiego w Prawie Agaty i Wiktora Rebrowa w Watasze. Jest kolejnym, po Kazimierzu Junoszy-Stępowskim i Jerzym Bińczyckim, odtwórcą roli profesora Rafała Wilczura, którego zagrał w filmie Michała Gazdy Znachor (2023) będącym trzecią kinową ekranizacją powieści Tadeusza Dołęgi-Mostowicza.

## Życie prywatne
Z aktorką Iloną Wrońską ma córkę Nataszę (ur. 2006) i syna Kajetana (ur. 2008). Mieszka w Józefowie.
Jest fanem i popularyzatorem gry w snookera. W grudniu 2007, reprezentując klub „Akademia Snookera”, zajął czwarte miejsce podczas Drużynowych Mistrzostw Polski w Snookerze w Kaliszu. W maju 2016 zajął trzecie miejsce na I Mistrzostwach Polski Biznesu, Artystów i Sportu w Snookerze. W 2018, 2022 i 2023 zdobył złoty medal w tych zawodach.

## Nagrody
- 2002: Wyróżnienie za role w spektaklach dyplomowych w Akademii Teatralnej im. Aleksandra Zelwerowicza: Sen Nocy Letniej, A wódki nie starczy, Love na XX Festiwalu Szkół Teatralnych w Łodzi
- 2004: Stypendium artystyczne Miasta Poznania
- 2010: Nagroda za debiut aktorski w filmie Lincz na Koszalińskim Festiwalu Debiutów Filmowych „Młodzi i Film”
- 2011: Nominacja do Nagrody im. Zbyszka Cybulskiego za rolę Adama Grada w filmie Lincz
- 2011: Wyróżnienie aktorskie za rolę w spektaklu Teatru TV Czarnobyl. Cztery dni w kwietniu na Festiwalu Teatru Polskiego Radia i Teatru Telewizji Polskiej w Sopocie
- 2011: Nominacja do nagrody Czytelników Czasopisma Film Złota Kaczka w kategorii Najlepszy Aktor za rolę w filmie Lincz
- 2015: Nominacja w kategorii Aktor w plebiscycie Telekamery 2015 „Tele Tygodnia”
- 2015: Nominacja do nagrody Złotego Szczeniaka w kategorii drugoplanowa rola męska za rolę kaprala Maleńczuka „Małego” w filmie Karbala na 4. Festiwalu Aktorstwa Filmowego we Wrocławiu

## Filmografia
- 1999: Patrzę na ciebie, Marysiu jako student
- 2000: Bajka, czyli o dwóch braciach jako Dubler (Teatr Telewizji)
- 2000–2001: Miasteczko jako strażnik
- 2001: Marszałek Piłsudski jako lekarz
- 2001: Quo vadis jako senator rzymski i niewolnik
- 2001: Przedwiośnie jako oficer
- 2002: Edward II jako Leicester (Teatr Telewizji)
- 2002: Kasia i Tomek jako kanar (odc. 25)
- 2002–2007: Samo życie jako student socjologii
- 2003: Cyrano
- 2003–2009: Na Wspólnej jako Grzegorz Zięba
- 2004: Dzień dobry kochanie jako ksiądz
- 2004: Camera Café jako strażak
- 2006: Niania jako Juliusz Wilczur (odc. 50)
- 2005: Fala zbrodni jako Johanson (odc. 55)
- 2006–2008: Egzamin z życia jako Jacek Bednarz, brat Magdy
- 2006: Apetyt na miłość jako Łukasz Lichota
- 2007: Świadek koronny jako dziennikarz Łukasz Ozga
- 2007: Oskarżeni. Śmierć sierżanta Karosa jako Sierż. Zdzisław Karos (Teatr TV)
- 2007: Odwróceni jako dziennikarz Łukasz Ozga (odc. 3, 8–10)
- 2007: Afera mięsna jako dziennikarz telewizyjny (Teatr TV)
- 2007–2008: Glina jako Bieszczad, oficer CBŚ (odc. 13, 15, 21)
- 2008: Wiosna 1941 jako żołnierz niemiecki
- 2008: Rozmowy nocą jako Tomek
- 2008: Mord założycielski jako Aleksander „Olek” Kowalski (Teatr TV)
- 2008: Kryminalni jako Arkadiusz Lasecki (odc. 91)
- 2009: Sprawiedliwi jako Mieczysław Małek (odc. 4)
- 2009: Generał Nil jako prowokator Roman Charewicz „Klemm”
- 2009, 2011: Czas honoru jako Wysocki, fałszerz dokumentów
- 2009: 39 i pół jako lekarz (odc. 26, 27)
- 2010: Blondynka jako Arnold Zdebel „Manej” (odc. 2–4, 6–13)
- 2010: Maraton tańca jako ksiądz Damian
- 2010: Lincz jako Adam Grad
- 2010: Czarnobyl. Cztery dni w kwietniu jako Adam (Teatr TV)
- 2010: Hotel 52 jako Kazimierz Migoń (odc. 23)
- 2010: Apetyt na życie jako Witold Rylski
- 2011: Chichot losu jako komisarz Arkadiusz Wilczek
- 2011: Z miłości jako Sławek
- 2012: Piąta pora roku jako gospodarz Roman
- 2012–2015: Prawo Agaty jako Marek Dębski
- 2013: Ojciec Mateusz jako Mirek (odc. 129)
- 2014: Kochanie, chyba cię zabiłem jako Lidzbarski
- 2014: Nasza klasa jako Władek (Teatr TV)
- 2014, 2017, 2019: Wataha jako Wiktor Rebrow
- 2014: Warsaw by Night jako Rafał
- 2015: Wkręceni 2 jako „Lufa”
- 2015: Karbala jako kapral Maleńczuk „Mały”
- 2016: 7 rzeczy, których nie wiecie o facetach jako Stefan
- 2016: 3 x Miłość jako partner Natalii
- 2017: Czuwaj jako Komendant
- 2017: Drunk History - Pół litra historii jako narrator
- 2018–2019: Pułapka jako komisarz Marek Czarny
- 2018: Okna, okna jako Zdzisław
- 2018: Drunk History – Pół litra historii jako Zygmunt Stary
- 2018: Miłość jest wszystkim jako Tadeusz
- 2019: Boże Ciało jako wójt
- 2021: Druga połowa jako bezdomny
- 2021: Kruk. Czorny woron nie śpi jako komisarz Marian Kołecki
- 2021: Osaczony jako Michał Górski
- 2021: Lokatorka jako policjant
- 2021: Bo we mnie jest seks jako Stanisław Dygat
- 2022: Zachowaj spokój jako Michał Barczyk[3]
- 2022: 8 rzeczy, których nie wiecie o facetach jako Stefan
- 2022: Orlęta. Grodno ’39 jako Dyrektor Zabiełło
- 2022: Wielka woda jako wiceminister
- 2022: Wotum nieufności jako Hubert Korodecki
- 2023: Znachor jako profesor Rafał Wilczur
- 2023: Święty jako ksiądz Stefan
- 2023–2024: Skazana jako Michał Kraszecki
- 2024: Śleboda jako Wojciech Groń
- 2024: Czerwone maki jako redaktor
- 2025: Przesmyk jako Tadeusz Lemański

## Polski dubbing
- 2004–2007: Danny Phantom
- 2006: Fantastyczna Czwórka – Reed Richards / Pan Fantastic
- 2010: Podróże Guliwera – generał Edward
- 2012: Muminki w pogoni za kometą – Tata Muminka
- 2016: Legion samobójców – George Harkness / Kapitan Boomerang
- 2019: Chłopiec z burzy – Tom
- 2021: Czarna Wdowa – Alexi Shostakov / Red Guardian
- 2021: Wyprawa do dżungli – Frank Wolff